# Genoplesium morinum
Genoplesium morinum är en orkidéart som beskrevs av David Lloyd Jones. Genoplesium morinum ingår i släktet Genoplesium och familjen orkidéer. Inga underarter finns listade i Catalogue of Life.